# Rhinolophus luctoides
Rhinolophus luctoides (Volleth, Loidl, Mayer, Yong, Muller & Heller, 2015) è un pipistrello della famiglia dei Rinolofidi endemico della Penisola Malese.

## Descrizione

### Dimensioni
Pipistrello di medie dimensioni, con la lunghezza dell'avambraccio tra 58 e 64 mm.

### Aspetto
La pelliccia è lunga e lanosa. Il colore generale del corpo varia dal marrone scuro al bruno-grigiastro con le punte dei peli argentati. La foglia nasale presenta una sella provvista di due alette laterali. La coda è lunga ed inclusa completamente nell'ampio uropatagio. Il primo premolare superiore è situato lungo la linea alveolare. Il cariotipo è 2n=32.

### Ecolocazione
Emette ultrasuoni ad alto ciclo di lavoro con impulsi a frequenza costante di 42 kHz. 

## Biologia

### Alimentazione
Si nutre di insetti.

## Distribuzione e habitat
Questa specie è conosciuta soltanto sugli altopiani centrali della Penisola Malese.
Vive nelle foreste pluviali di Dipterocarpi tra 600 e 1.400 metri di altitudine.

## Conservazione
Questa specie, essendo stata scoperta solo recentemente, non è stata sottoposta ancora a nessun criterio di conservazione.